# テレマークの要塞
『テレマークの要塞』（テレマークのようさい、原題: The Heroes of Telemark）は、1965年に公開されたイギリス・アメリカ合作の戦争映画。原作は『原子爆弾を阻止したスキーの男たち』（原作：クヌート・ハウケリード）、『これらの男たちがいなかったら』（原作：ジョン・D・ドラモンド）。
第二次世界大戦中、連合国がナチス・ドイツの原子爆弾開発計画を阻止するため、核兵器開発に利用できる重水を製造可能なノルウェーの工場をノルウェー人特殊部隊によって破壊した「ガンナーサイド作戦」が題材となっている。イギリスでは、1966年公開の映画の興行収入ランキング・ベスト15に選ばれている。

## あらすじ
1942年、第二次世界大戦下ノルウェーのテレマルク県リューカンでは、ナチスの国家弁務官ヨーゼフ・テアボーフェンが重水工場長ニールセンに対し、1万トンの重水を生産するように命令していた。レジスタンスのクヌートは重水工場の極秘情報を手に入れ、オスロ大学の数学者ロルフ博士のもとにこの情報を届け、二人は連合国の判断を仰ぐためイギリスに向かう。イギリス軍の将軍たちはナチスが重水を大量生産して原子爆弾の開発を進めていると判断し、コマンド部隊を派遣して重水工場を破壊することを決定する。
クヌートとロルフはノルウェーに戻り、レジスタンスのヒュッテの元に向かうが、そこにはレジスタンス仲間でロルフの元妻アンナがいた。クヌートとロルフは近隣の教会でニールセンと接触し、重水工場の見取り図を入手する。しかし、ナチスが既に3,000トンの重水を生産したことを知り、ロルフはコマンド部隊による破壊作戦ではなくイギリス空軍による空爆を主張するが、民間人の巻き添えを危惧するクヌートは反対して対立する。数日後、イギリスからノルウェーに戻ったノルウェー人レジスタンスと合流した二人はイギリス軍コマンド部隊の到着の準備を進めるが、イェンセンという男に現場を目撃され、彼らはイェンセンを拘束する。
翌日の夜、イギリス軍コマンド部隊を乗せた輸送機が到着するが、輸送機は墜落して部隊は全滅してしまう。ロルフは再びイギリス空軍による空爆を主張するが、クヌートは自分たちだけで重水工場を破壊すると主張し、彼らの意見に折れたロルフも作戦に参加する。レジスタンス総勢10人は重水工場に潜入して生産設備を破壊することに成功するが、フリック少佐の追撃により仲間のアーネが射殺される。テアボーフェンはレジスタンス狩りを命令し、フリック少佐はイェンセンと共にクヌートたちの隠れ家を襲撃する。ロルフはクヌートと別れ、追跡して来たイェンセンを射殺するが、彼に撃たれて負傷してしまい、ドイツ軍に拘束されてしまう。
ロルフは隙を突いてドイツ軍から逃走し、近隣の病院に匿われる。その病院にはアーネの妻ジークリットが出産のため入院しており、ロルフは彼女に夫の死を伝える。逃走に成功したロルフはクヌートとアンナの元に戻り、手術を理由に病院に入院していたニールセンから重水工場の生産が再開されたこと、生産済みの重水が鉄道連絡船でドイツ本国に輸送されることを伝え、重水ごと鉄道連絡船を爆破することを計画し、三人は時限爆弾を作り鉄道連絡船に設置する。
クヌートとアンナはティン湖に向かい、ロルフは鉄道連絡船の出航を待つが、そこに退院したジークリットと赤ん坊が乗船したため、ロルフは彼女を止めるため鉄道連絡船に乗り込む。ロルフはジークリットに船内の子供たちを船尾に集めるように伝え、子供たちに救命胴衣を着せる。その直後、時限爆弾が爆発して鉄道連絡船は沈没し、ロルフは子供達を連れて救命ボートで脱出し、乗客たちは待機していたクヌートとアンナによって助け出される。

## キャスト
| 役名                     | 俳優                     | 日本語吹替 | 日本語吹替   | 日本語吹替 | 日本語吹替   |
| 役名                     | 俳優                     | TBS版      | フジテレビ版 | 東京12ch版 | テレビ朝日版 |
| ------------------------ | ------------------------ | ---------- | ------------ | ---------- | ------------ |
| ロルフ・ペデルセン博士   | カーク・ダグラス         | 小林昭二   | 福田豊土     | 宮部昭夫   | 宮部昭夫     |
| クヌート・ストラウド     | リチャード・ハリス       | 仁内達之   | 西沢利明     | 中田浩二   | 小川真司     |
| アンナ                   | ウーラ・ヤコブソン       | 武藤礼子   | 武藤礼子     | 武藤礼子   | 弥永和子     |
| 伯父ヒュッテ             | マイケル・レッドグレイヴ | 大宮悌二   | 真木恭介     | 中庸助     | 藤本譲       |
| アーン                   | デイヴィッド・ウェストン |            |              |            | 大塚芳忠     |
| ジークリット             | ジェニファー・ヒラリー   |            | 弥永和子     |            | 玉川紗己子   |
| イェンセン               | ロイ・ドートリス         |            |              |            | 石塚運昇     |
| フリック少佐             | アントン・ディフリング   |            | 伊藤克       |            | 仲木隆司     |
| ヨーゼフ・テアボーフェン | エリック・ポーター       |            |              |            | 大木民夫     |
| 船長                     | デビッド・デイヴィス     |            |              |            | 加藤正之     |
| ボルト将軍               | ジェフリー・キーン       |            |              |            | 峰恵研       |
| コーツ将軍               | ロバート・エアーズ       |            |              |            | 西村知道     |
| サンダーセン夫人         | エルヴィ・ヘイル         |            |              |            | さとうあい   |
| ウィルキンソン大佐       | マービン・ジョンズ       |            |              |            | 伊井篤史     |
| ニールセン               | ラルフ・マイケル         |            |              |            | 岸野一彦     |
| 女学生                   | アネット・アンドレ       |            |              |            | 深見理佳     |

- TBS版：初回放送1971年1月4日『月曜ロードショー』
- フジテレビ版：初回放送1974年10月4日『ゴールデン洋画劇場』
- 東京12ch版：初回放送1980年10月2日『木曜洋画劇場』
- テレビ朝日版：初回放送1988年4月16日（前編）、23日（後編）『ウィークエンドシアター』
  - その他声の出演：、小室正幸、津田英三
  - 演出：河村常平、翻訳：岩佐幸子、効果：遠藤尭雄／桜井俊哉、選曲：東上別符精、制作：東北新社

## 製作
1963年に製作が発表された。当初は『The Unknown Battle』のタイトルで製作され、主演にスティーヴン・ボイドとエルケ・ソマーが予定され、脚本にはベン・バーズマンが起用された。後にアンソニー・パーキンスの出演が発表されたが、最終的にカーク・ダグラスが主演に決定した。また、リチャード・ハリスが起用される前にはクリフ・ロバートソンの出演が検討されていた。
製作にあたって、アンソニー・マン監督は事実に忠実であることに重点を置きながらも、実際の人物などが特定されないように配慮もした。また撮影は実際の事件があった現場で行われている。映画のラストで沈没する連絡船役には、史実で沈没したハイドロ号（1914年建造・493.6t）と同じティン湖フェリー航路に就航していた、類似する外観を持つがより大型のアンモニア号（1929年建造・929t）が起用された。同船は1991年の航路廃止による退役後も保存されている。
一方、パーキンスは降板させられたため、マンに対して50万ドルの損害賠償を求めて裁判を起こした。